# Julian Morris
Julian David Morris (Londres, 13 de gener de 1983) és un actor anglès.

## Biografia
Morris va néixer al nord de Londres i és fill del Glen i Andrea Morris, que són jueus i sud-africans, per tant ell fou criat a Sud-àfrica. Té una germana petita anomenada Amy. Actualment, Julian resideix en Los Angeles. Julian estudià en l'Anna Scher Theatre, a Londres.
Actualment, Julian resideix a Los Angeles. Julian va estudiar en l'Anna Scher Theatre, a Londres. Allà, amb tretze anys, el director del drama d'èxit The Knock, el va veure i li va demanar que interpretés un nen que és obligat a introduir-se al món del tràfic de drogues. Durant els vuit anys següents Morris va seguir preparant-se a fons en l'Anna Scher. En aquest període, li van arribar més oportunitats i després d'aparèixer a diversos programes de televisió, pel·lícules i anuncis publicitaris, va anar a passar tres temporades amb la Royal Shakespeare Company, treballant amb directors com Steven Pimlott, Tim Albery i Elijah Moshinsky i al costat d'actors tan diversos com Simon Russell Beale, Samuel West i Roger Allam, i els considera la seva influència en el seu aprenentatge.
Des de 2002, està treballant als Estats Units, després d'haver interpretat el personatge principal en el pilot de Young Arthur, per a la NBC; també va interpretar a Owen Matthews en el film de 2005, Cry Wolf, i la pel·lícula "Girl Whirly" com James Edwards, en 2006.
Morris va ser vist com a Josh en el film independent de terror Donkey Punch, que va ser molt bé acollit per la crítica en la seva aparició en el Sundance Film Festival de 2008. També va aparèixer en la pel·lícula protagonitzada per Tom Cruise, Valkyrie, així com en el vídeo Freak Like Me de les Sugababes. A continuació va tenir un paper recurrent en Sorority Row, on va interpretar Andy. També va interpretar a l'Agent Owen en la sèrie de televisió 24. Julian va formar part de l'elenc del fals documental de l'ABC, My Generation, en la tardor de 2010, on va interpretar a Anders Holt, el nen ric. La sèrie va ser cancel·lada després de dos episodis a causa de la baixa audiència. Des d'aquest mateix any, Morris ha estat estrella convidada en la sèrie de l'ABC Family, Pretty Little Liars.
El 26 de juliol de 2012, es va anunciar que Morris s'integraria al ventall recurrent de la segona temporada del nou drama de l'ABC, Once Upon a Time.

## Filmografia

### Cinema
| Any  | Pel·lícula                 | Paper                    | Notes        |
| ---- | -------------------------- | ------------------------ | ------------ |
| 1999 | Don't Go Breaking My Heart | Charlie Gosling          |              |
| 2002 | Spin                       | Fiz                      | Curtmetratge |
| 2005 | Cry Wolf                   | Owen Matthews            |              |
| 2006 | Whirlygirl                 | James Edwards            |              |
| 2008 | Donkey Punch               | Josh                     |              |
| 2008 | Valkyrie                   | Jove lloctinent – Desert |              |
| 2009 | Sorority Row               | Andy                     |              |
| 2010 | Privileged                 | Spencer Stephens         |              |
| 2011 | Beyond                     | Farley Connors           |              |
| 2012 | Something Wicked           | Ryan                     |              |
| 2012 | Kelly + Victor             | Victor                   |              |
| 2014 | Take Flight                | Walt                     | Curtmetratge |

### Televisió
| Any          | Títol                            | Paper           | Notes                                           |
| ------------ | -------------------------------- | --------------- | ----------------------------------------------- |
| 1996         | The Knock                        | Dafyd Ellis     | 1 episodi                                       |
| 1999         | Kid in the Corner                | School Boy      |                                                 |
| 2000         | Fish                             | Carl Lumsden    | Elenc recurrent (Primera temporada; 6 episodis) |
| 2002         | Young Arthur                     | Arthur          |                                                 |
| 2004         | Marple: Assassinat a la rectoria | Dennis Clement  |                                                 |
| 2007         | Shark                            | Dylan Crawford  | Episodi 13, Primera temporada                   |
| 2008–2009    | ER                               | Dr. Andrew Wade | 7 episodis                                      |
| 2009         | Privileged                       | Simon           | Episodi 18, Primera temporada                   |
| 2009         | Eleventh Hour                    | Quinn           | Episodi 16, Primera temporada                   |
| 2010         | 24                               | Agent Owen      | 6 episodis                                      |
| 2010         | My Generation                    | Anders Holt     | Elenc principal (Temporada 1; 8 episodis)       |
| 2010–present | Pretty Little Liars              | Wren Kingston   | Elenc recurrent (temporada 1–present)           |
| 2012         | Men at Work                      | Damien          | Episodi pilot                                   |
| 2012         | Guilty                           | Alex Boyd       | Pel·lícula per televisió                        |
| 2012-present | Once Upon a Time                 | Príncep Felip   | Elenc recurrent (Temporada 2-present)           |
| 2014         | New Girl                         | Ryan Geauxinue  | Elenc recurrent                                 |